# Хвисюк, Николай Иванович
Николай Иванович Хвисюк  (род. 19 января 1934) — советский и украинский врач, педагог, общественный деятель. Доктор медицинских наук. Президент Харьковского медицинского общества (2002—2016).

## Биография
Родился 19 января 1934 в селе Вороцевичи (Польша, ныне в составе Ивановского района Брестской области). В 1953 году окончил Пинскую фельдшерско-акушерскую школу, в 1959 году — Витебский медицинский институт (с отличием). В 1959—1962 годах — главный врач Брестского областного костно-туберкулёзного санатория «Домачево».
В 1962 году поступил на аспирантуру кафедры травматологии и ортопедии Украинского института усовершенствования врачей (на базе Харьковского НИИ ортопедии и травматологии им. М. И. Ситенко), в 1966 году защитил кандидатскую диссертацию. С 1965 по 1970 год — ассистент, затем доцент Украинского института усовершенствования врачей, с 1970 по 1976 год — заместитель директора института по научной работе.
В 1977 году назначен ректором института (в дальнейшем переименован в Харьковскую медицинскую академию последипломного образования). Занимал этот пост до 2004 года. В 1978 году защитил докторскую диссертацию по теме «Нестабильность поясничного отдела позвоночника», с 1979 года профессор. За время руководства Хвисюка в академии открыты 32 кафедры, в том числе единственная в СССР кафедра травматологии и вертебрологии, ряд факультетов, открыт медицинский колледж ХМАПО, занимающийся повышением квалификации среднего медперсонала, в харьковском районе Салтовка создан большой медицинский комплекс.
С 2004 по 2007 год — заведующий кафедрой Харьковской медицинской академии последипломного образования, с 2008 года профессор кафедры. С 2006 года — почётный ректор. Член президиума Всеукраинского содружества ортопедов-травматологов, главный редактор журнала «Проблеми медичної науки й освіти», член редакционных коллегий ещё восьми изданий.

## Сочинения
Автор 325 научных работ, в том числе 12 монографий, и 62 изобретений. Среди работ:
- Дегенеративный спондилолистез / Н. И. Хвисюк, А. С. Чикунов, А. К. Арсений. — Кишинёв : Картя молдовеняскэ, 1986. — 181,[1] с. : ил.; 21 см.
- Профилактика остеохондроза / Н. И. Хвисюк, А. С. Чикунов. — Киев : Здоров, я, 1987. — 33,[2] с. : ил.; 20 см. — (Советы врача).
- Остеохондроз позвоночника у детей / [Н. И. Хвисюк, А. И. Продан, С. С. Пухачева и др.]. — Киев : Здоров, я, 1985. — 104 с. : ил.; 20 см.
- Остеохондроз поясничного отдела позвоночника : Учеб. пособие / Н. И. Хвисюк, Н. А. Корж, Е. Б. Волков, А. С. Чикунов; Центр. ин-т усоверш. врачей. — Москва : ЦОЛИУВ, 1986. — 80 с. : ил.; 20 см.

## Награды
- Заслуженный деятель науки и техники Украины (1991)
- орден «За трудовые достижения» IV степени (2000)
- орден «За заслуги» ІІ степени (2001)[3]
- орден Трудового Красного Знамени (1976)
- орден Дружбы народов (1986)
- Благодарность Президента Украины (1999)
- Почётный гражданин Харьковской области (2012)[2]